# مرسدس کاپسیر

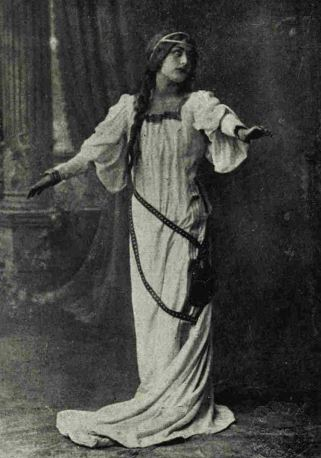
نگاره‌ای فرشته‌گونه از مرسدس کاپسیر

مرسدس کاپسیر (اسپانیایی: Mercedes Capsir‎؛ ۲۰ ژوئیهٔ ۱۸۹۵ – ۱۳ مارس ۱۹۶۹) یک خواننده سوپرانوی اپرا اهل اسپانیا بود.
او بیشتر در نقش‌های فرعی اپراهای ایتالیایی هنرنمایی می‌کرد.

## زندگی‌نامه
او در شهر بارسلون و دقیقاً همان خانه‌ای به دنیا آمد که خوانندهٔ مشهور اپرا «ماریا باریه‌نتوس» در آنجا به دنیا آمده بود.
نوازندگی پیانو، آهنگسازی و خوانندگی را در «هنرستان موسیقی بارسلون» فرا گرفت و نخستین اجرای حرفه‌ای اش را در سن ۱۸ سالگی در نقش «گیلدا» در اپرای «ریگولتو» اثرِ «جوزپه وردی» ایفا نمود.
وی نخستین کسی است که اولین نسخهٔ کامل اپراهای «لوچیا دی لامرمور» و «لا تراویاتا» را بر روی صفحه موسیقی ضبط کرده‌است.